# Fairchild C-26 Metroliner
Fairchild C-26 "Metroliner" es la designación dada a los aviones biturbohélice de la serie Fairchild Swearingen Metroliner en servicio con las fuerzas armadas estadounidenses. Estas últimas no le dieron un nombre oficial, pero se le conoce extraoficialmente con el mismo nombre que su homólogo civil. El C-26A es la versión militar del Model SA227-AC Metro III; el C-26B es la versión militar del Model SA227-BC Metro III y del Model SA227-DC Metro 23; y UC-26C es la designación militar para el Model SA227-AT Merlin IVC.

## Diseño y desarrollo

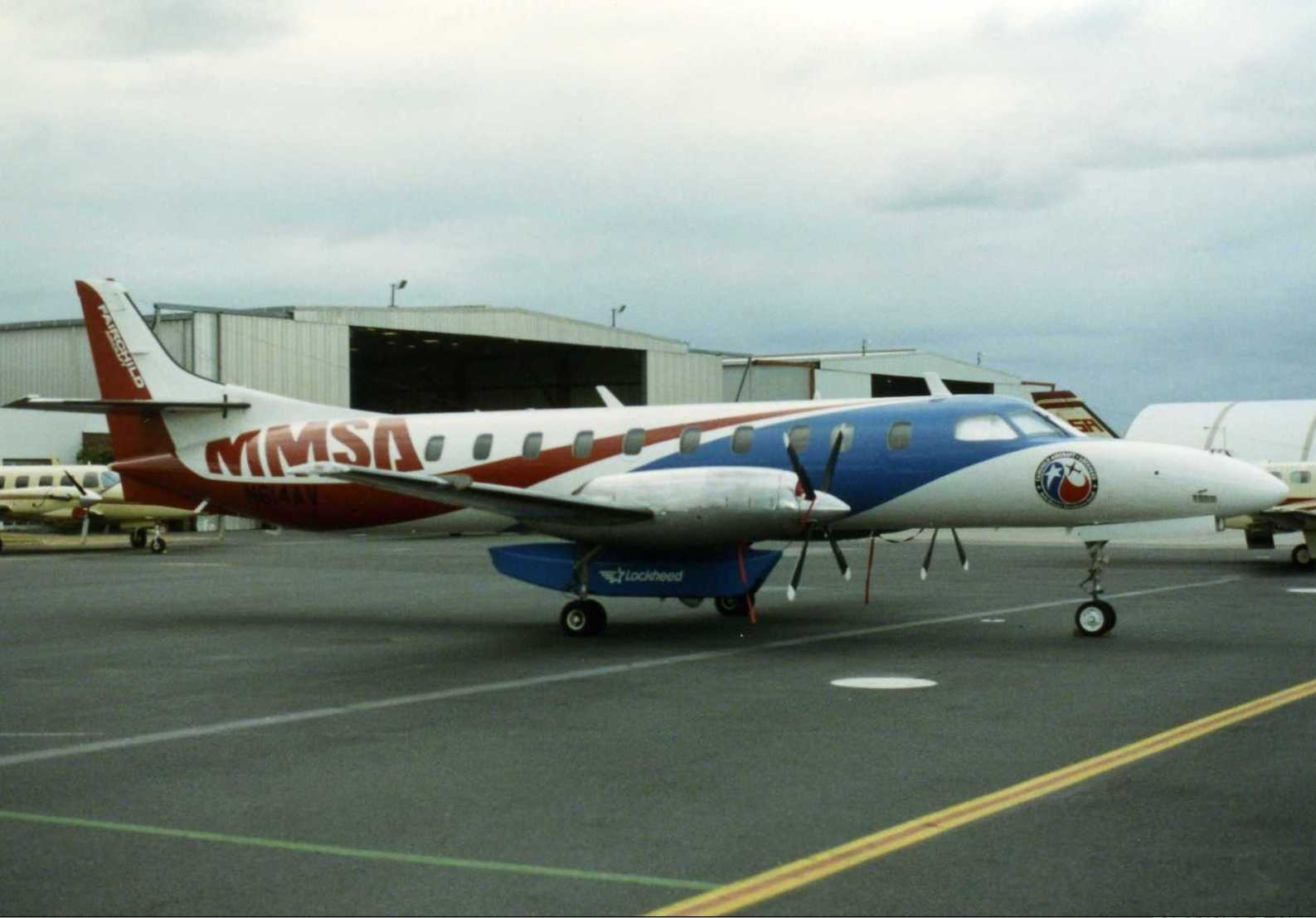
El Multi Mission Surveillance Aircraft en Australia, a principios de los 90.

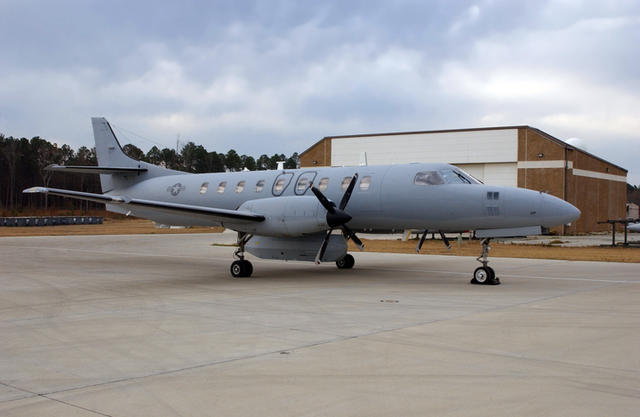
Un RC-26B estacionado en la Jacksonville ANG Base en febrero de 2005.

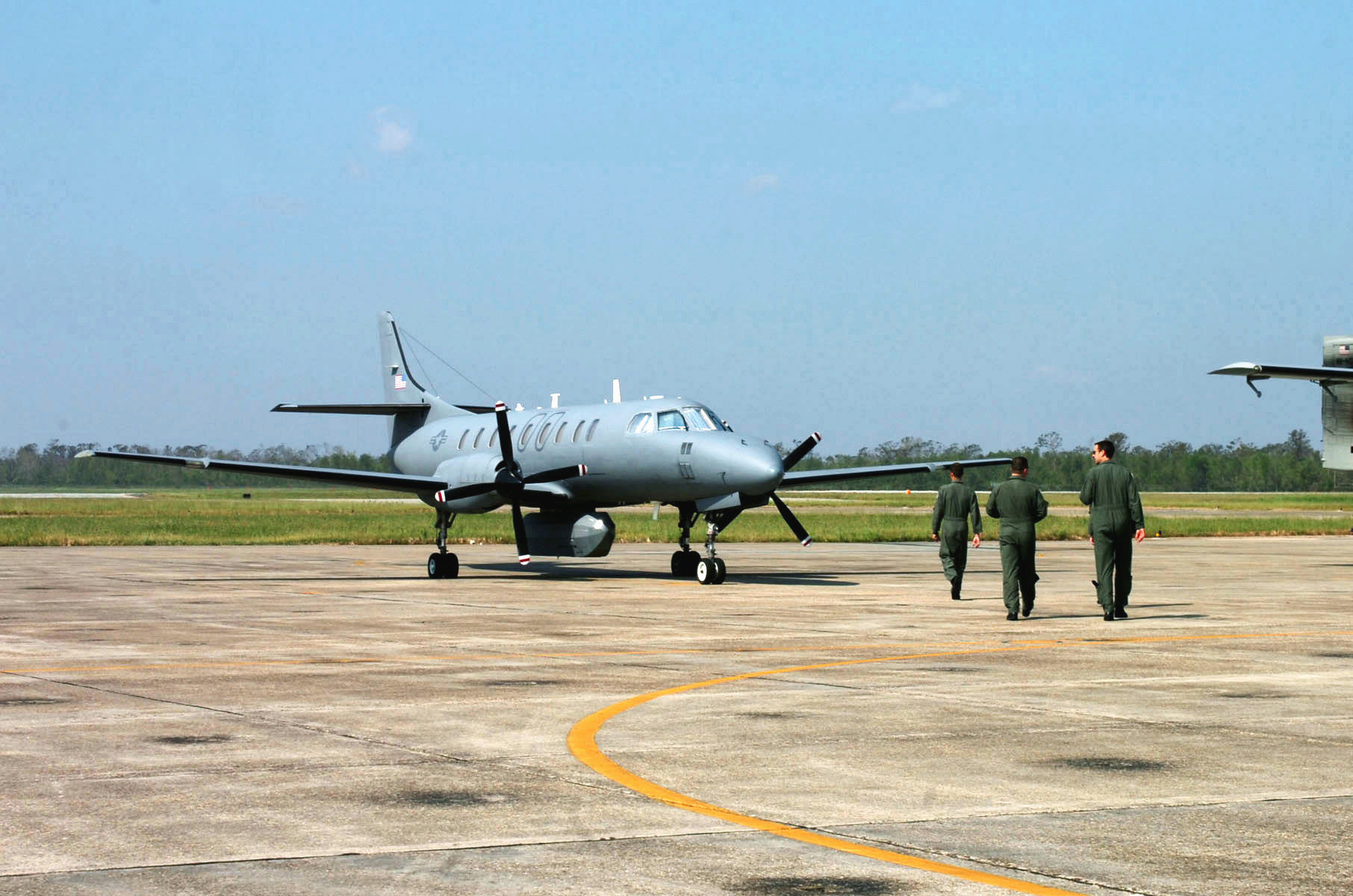
Un RC-26B de la Texas ANG proporcionó fotos de los daños de las inundaciones en Nueva Orleans, Luisiana, en septiembre de 2005.

La Fuerza Aérea de los Estados Unidos compró once aviones C-26A, basados en el SA227-AC, siendo suministrados dos de ellos a la Fuerza Aérea Venezolana. Los tres primeros C-26B fueron adquiridos más tarde en los años 80, dos para el Ejército estadounidense y uno para la USAF. Estos tres habían sido construidos como SA227-BC. Los C-26B posteriores eran el equivalente militar del Metro 23 y la USAF recibió 37 ejemplares. Algunos de ellos fueron transferidos a la Fuerza Aérea del Perú y al Ejército estadounidense, mientras que seis ejemplares fueron transferidos a la Armada estadounidense como C-26D. El Ejército estadounidense también adquirió un Merlin IVC de segunda mano y lo operó como el solitario UC-26C.
Un Metro III, número del constructor AC-614, fue modificado como Fairchild Aircraft/Lockheed Multi Mission Surveillance Aircraft (Avión de Vigilancia Multimisión, MMSA), presentando un radar de antenas en fase de Lockheed en un largo contenedor bajo el fuselaje. Varios aspectos del avión MMSA fueron incorporados a algunos C-26 de la USAF que fueron redesignados como RC-26B, operados por las Guardias Aéreas Nacionales de varios estados. Estos aviones ha sido usados principalmente en la misión de apoyo del Departamento de Defensa a varias agencias del Departamento de Seguridad Nacional de los Estados Unidos, tales como a la Guardia Costera de Estados Unidos (USCG) y a la Oficina de Aduanas y Protección Fronteriza de los Estados Unidos (CBP) en la guerra contra las drogas, y a la USCG y/o a la Agencia Federal de Gestión de Emergencias (FEMA) en desastres naturales. Los aviones RC-26B estaban configurados originalmente con un contenedor ventral que contenía una torreta de sensores y un grabador de datos. Posteriormente, este contenedor fue desmontado y se añadió una torreta de sensores al vientre del avión. Algunos de los RC-26B fueron operados durante un tiempo con matrículas civiles. El 4 de febrero de 2019 se anunció un contrato con Elbit Systems of America para que proporcionase una actualización de aviónica a los RC-26B de la Guardia Aérea Nacional.
La Armada estadounidense opera varios aviones C-26D, modificados como aviones de apoyo a instalaciones, en la Instalación de Tiro de Misiles del Pacífico (Pacific Missile Range Facility) en Hawái.

## Historia operacional
A principios de junio de 2020, la Guardia Nacional de Estados Unidos desplegó un RC-26B a El Dorado Hills, cerca de Sacramento, California, aparentemente en respuesta de una manifestación de jóvenes empresarios negros. El despliegue se llevó a cabo sin el conocimiento de Gavin Newsom, Gobernador de California. Se usaron tres RC-26B más para observar a manifestantes en Mineápolis, Phoenix y Washington D. C.
En enero de 2023, la Fuerza Aérea de los Estados Unidos retiró sus RC-26B Condor.

## Variantes
C-26A
Versión militar del Metro III (Model SA227-AC).
C-26B
Versión militar del Metro III (Model SA227-BC) y del Metro 23 (Model SA227-DC).
RC-26B
C-26B modificado con equipo de vigilancia electrónica para realizar misiones de interdicción de drogas. Diez ejemplares permanecían en servicio con la Guardia Aérea Nacional en marzo de 2019.
UC-26C
Un Merlin IVC de segunda mano construido en 1983, operado durante varios años como 89-1471. Modificado con un paquete de sensores integrados, incluyendo infrarrojo frontal y radar de alta resolución.
C-26D
Aviones C-26B transferidos desde el inventario de la USAF y modificados con nuevo equipo de navegación para la Armada estadounidense, cuatro usados en transporte de respuesta rápida de carga y pasajeros, en Europa.
EC-26D
Un avión de apoyo a instalaciones operado por la Instalación de Tiro de Misiles del Pacífico de la Armada, en Barking Sands.
RC-26D
Dos aviones de apoyo a instalaciones operados por la Instalación de Tiro de Misiles del Pacífico de la Armada, en Barking Sands, con unidades de radar instaladas.
C-26E
Modernización de 11 aviones C-26B, incluyendo un mejorado Sistema Electrónico de Instrumentos de Vuelo Rockwell Collins Proline 21.

## Operadores

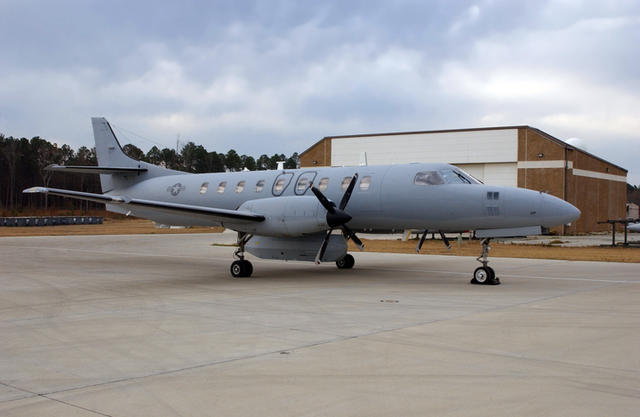
C-26B de la Guardia Nacional Aérea de Florida, estacionado.

### Actuales
Barbados
- Barbados Air Wing - Sistema Regional de Seguridad: 2 C-26A.[23]

 Colombia
- Fuerza Aérea Colombiana
- Policía Nacional de Colombia

 Estados Unidos
- Ejército de los Estados Unidos[24]
- Armada de los Estados Unidos[24]

 México
- Fuerza Aérea Mexicana: 2 en diciembre de 2018.[25]

 Perú
- Fuerza Aérea del Perú: 3 en diciembre de 2018.[26]

 Trinidad y Tobago
- Trinidad and Tobago Air Guard: 2 en diciembre de 2018.[27]

 Venezuela
- Aviación Militar Bolivariana: 1 en diciembre de 2018.[28]

### Antiguos
Estados Unidos
- Fuerza Aérea de los Estados Unidos[20]

## Especificaciones

### Características generales
- Tripulación: Dos
- Capacidad: 22/14 pasajeros
- Longitud: 12,9 m (42,2 ft)
- Envergadura: 14 m (46 ft)
- Altura: 5,1 m (16,8 ft)
- Peso máximo al despegue: 6400 kg (14 105,6 lb)
- Planta motriz: 2× turbohélice Allied Signal Garrett TPE-331-IIUG-601G.
  - Potencia: 1000 kW (1379 HP; 1360 CV) cada uno.
- Capacidad de combustible: 2370 L

### Rendimiento
- Velocidad máxima operativa (Vno): 533 km/h (331 MPH; 288 kt)
- Alcance: 3750 km (2025 nmi; 2330 mi)
- Techo de vuelo: 9500 m (31 168 ft)
- Potencia/peso: 337,5 W/kg (0,2 hp/lb)

## Aeronaves relacionadas

### Desarrollos relacionados
- Swearingen Merlin
- Fairchild Swearingen Metroliner

### Aeronaves similares
- Beechcraft 1900
- Beechcraft C-12 Huron
- Saab 340
- Saab 2000

### Secuencias de designación
- Secuencia C-_ (Aviones de Carga estadounidenses, 1962-presente): ←  C-23 - C-24 - C-25 - C-26 - C-27/J - C-28 - C-29 →